# Митвайда
Митвайда (немецкое произношение: [mɪtˈvaɪda]) — город в Германии, районный центр, расположен в земле Саксония. Подчинён административному округу Кемниц. Входит в состав района Средняя Саксония. Подчиняется управлению Митвайда.

## История
Первое упоминание о городе относится к 1209 году. В 1286 году он был известен как civitas и oppidum. Ткачество шерсти и льна было основным занятием средневековых жителей, а в 1816 году, после основания прядильной фабрики, город превратился в один из основных центров текстильного производства в Саксонии в 20 веке.
Митвейда уже был крупным городом в середине 16 века. В 1924 году он стал отдельным районом. В 1946 году город был реинтегрирован в Landkreis Rochlitz, а в 1952 году переехал в Kreis Hainichen. Landkreis Mittweida был основан в Рохлице и Хайнихене в 1994 году и интегрирован в Landkreis Mittelsachsen в 2008 году.

## Здания и культура
В Митвайда находится готическая церковь 15-16 вв. века, старый город, исторический и технический музеи и близлежащий замок Крибштайн (нем: Burg Kriebstein).

## Университет и блокчейн
В Митвейда находится Университет прикладных наук (нем: Hochschule Mittweida), в котором обучается около 5000 студентов. Основанный в конце 19 века, университет хорошо известен далеко за пределами Саксонии. Среди его учеников были Август Хорх (Augustus Horch), Вальтер Брух (Walter Bruch), Йорген Скафте Расмуссен (Jørgen Skafte Rasmussen), Бернхард Шмидт (Bernhard Schmidt) и Герхард Нойман (Gerhard Neumann).
Вместе с Лазерным институтом (нем: Laserinstitut Hochschule Mittweida) Университет прикладных наук Митвейда имеет исследовательский центр, где разрабатывается новая лазерная система для обработки материалов, особенно для использования в автомобильной промышленности.
Blockchain Center of Excellence Mittweida (нем. Blockchain-Schaufensterregion Mittweida), институт факультета прикладных вычислений и наук о жизни Университета Митвейда, является партнером по развитию для многих учреждений и компаний.
Благодаря Центру передового опыта в области блокчейн, город принадлежит к выдающимся ассоциациям научных, экономических и социальных инноваций в области использования блокчейна в немецком государстве.

## Мэры
- 1960–1972 Гюнтер Клюге (нем: Günter Kluge)
- 1972–1988 Макс Герхард Имхоф (нем: Max Gerhard Imhof)
- 1988–1989 Ханс Гюнтер Бойлих (нем: Hans Günter Beulich)
- 1990 Хелена Герда Вундерлих (нем: Helene Gerda Wunderlich)
- 1990–2001 Бруно Рудольф Кни (нем: Bruno Rudolf Kny)
- 2001–2015 Матиас Дамм (нем: Matthias Damm)
- с 2015 Ральф Шрайбер (нем: Ralf Schreiber)

## Известные граждане

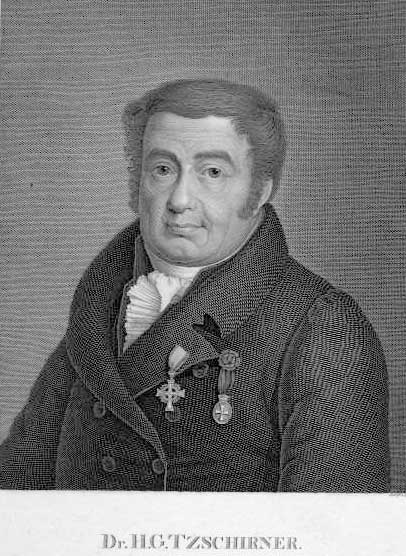
Heinrich Gottlieb Tschirner

- Генрих Готтлиб Чирнер (нем. Heinrich Gottlieb Tzschirner, 1778-1828) – Протестантский Богослов
- Манфред Халперн (нем: Manfred Halpern, 1924-2001) –  Политолог
- Йоханнес Шиллинг (нем: Johannes Schilling, 1828-1910) – Скульптор
- Рудольф Хассе (нем: Rudolf Hasse, 1906-1942) – Автогонщик
- Пауль Диттель (нем: Paul Dittel, 1907-1976?) – Партийный и государственный деятель Третьего рейха
- Эрих Лост (нем: Erich Loest, 1926-2013) – Писатель
- Питер Морет (нем: Peter Moreth, 1941-2014) – Политик и партийный деятель восточногерманской ЛДПД (партии)
- Андреас Клоден (нем:Andreas Klöden, род. 1975) – Профессиональный велогонщик
- Антье Трауэ (нем: Antje Traue, род. 1981) – Актриса

## Города-близнецы
- Болгария, Габрово[1]

## Районы
| - Rößgen - Neudörfchen - Kockisch - Weißthal | - Zschöppichen - Ringethal - Falkenhain - Frankenau | - Thalheim - Lauenhain - Tanneberg |